# Fred Dean
Frederic Rudolph Dean (Arcadia, Luisiana, 24 de febrero de 1952-Jackson, Misisipi, 14 de octubre de 2020), más conocido como Fred Dean, fue un jugador profesional estadounidense de fútbol americano que se desempeñó en la posición de defensive end en la National Football League (NFL). Es miembro del Salón de la Fama del Fútbol Americano Profesional.

## Carrera
Dean jugó como profesional siete temporadas en San Diego Chargers (1975-1981), después pasó a San Francisco 49ers, donde jugó cinco temporadas (1981-1985), y fue el equipo en el que se retiró.

## Reconocimiento
El 2 de agosto de 2008, ingresó como miembro al Salón de la Fama del Fútbol Americano Profesional.